# Dywizjon 303. Historia prawdziwa
Dywizjon 303. Historia prawdziwa – polsko-brytyjski dramat wojenny z 2018 roku w reżyserii Denisa Delića, z Maciejem Zakościelnym i Piotrem Adamczykiem w rolach głównych, według scenariusza w oparciu o wątki z książki reportażowej Arkadego Fiedlera Dywizjon 303 z 1942 roku.
Film promowany był singlem „Tylko Ty” Edyty Górniak, wydanym 27 sierpnia 2018 roku.
Ambasadorem filmu była Angelika Jarosławska.

## Fabuła
Grupa polskich lotników po pokonaniu Polski przez Niemcy w kampanii wrześniowej chce walczyć z Niemcami. Przedostają się do sojuszniczej Wielkiej Brytanii, gdzie biorą udział w bitwie o Anglię, tj. obronie Anglii przed nalotami niemieckimi w czasie II wojny światowej. Początkowo niechętni Anglicy, widząc doskonałe wyszkolenie i odwagę młodych Polaków, pozwalają im na wzięcie czynnego udziału w walce za sterami brytyjskich samolotów. Wśród asów polskiego lotnictwa jest m.in. były wykładowca szkoły lotniczej w Dęblinie Witold Urbanowicz, który dowodzi filmowym Dywizjonem 303. Czas między lotami lotnicy spędzają ze sobą w brytyjskich kantynach, gdzie zawierają znajomości z Anglikami, zakochują się i manifestują swoje przywiązanie do Polski.

## Obsada
W filmie wystąpili m.in.:
- Piotr Adamczyk – Witold Urbanowicz
- Maciej Zakościelny – Jan „Kaczor Donald” Zumbach
- Cara Theobold – Victoria Brown
- Antoni Królikowski – Witold „Tolo” Łokuciewski
- Andrew Woodall – Thomas Jones
- Anna Prus – Jagoda Kochan
- Krzysztof Kwiatkowski – Mirosław „Ox” Ferić
- John Kay Steel – Stanley Vincent
- Jan Wieczorkowski – Ludwik Witold Paszkiewicz
- Marcin Kwaśny – John Kent
- Steffen Mennekes – Hermann Von Oste
- Piotr Witkowski – Rudolf Knage
- Kirk Barker – Athol Forbes
- Maciej Cymorek – Josef František
- Sławomir Mandes – Tadeusz Andruszków
- Tomasz Mandes – Leopold Pamuła
- Nikodem Rozbicki – Stanisław Karubin
- Wacław Warchoł – Zdzisław Henneberg
- Aleksander Wróbel – Jan Kazimierz Daszewski
- Hubert Miłkowski – Kazimierz Wünsche
- Maciej Marczewski – Zdzisław Krasnodębski
- Robert Czebotar – inżynier Kochan
- Jamie Hinde – król Jerzy VI Windsor
- Jacek Samojłowicz – Hermann Göring
- Krzysztof Franieczek – Lützow
- Wenanty Nosul – Ansell
- Krzysztof Rurka – Arkady Fiedler

## Realizacja filmu
Przygotowania do produkcji filmu rozpoczęły się w lutym 2016, a zdjęcia w sierpniu tego samego roku. W filmie wykorzystano wypożyczony z Wielkiej Brytanii latający egzemplarz myśliwca Hawker Hurricane Mk.XII, zbliżony do myśliwców używanych w tym okresie w dywizjonie (oznaczony na potrzeby filmu literami RF-E i numerem P3700), oraz samolot szkolny de Havilland Tiger Moth z tej epoki, stanowiący własność polskiego kolekcjonera. Zbudowano także dwie makiety myśliwców Hurricane, które później trafiły do muzeum Dywizjonu 303 w Napoleonie oraz Muzeum Arkadego Fiedlera w Puszczykowie. Zdjęcia z lotniska Northolt kręcono w Oborach koło Konstancina. 

## Odbiór filmu

### Krytyka w mediach
Film otrzymał 39% pozytywnych recenzji i ocenę 5,2/10 w serwisie Mediakrytyk (stan na 24 września 2018). Użytkownicy portalu Filmweb ocenili obraz na 6,3 na 10 możliwych punktów (stan na 24 września 2018).

### Nagrody i nominacje
- Grand Prix Fly Film Festival 2018[10]
- Nagroda "Drzwi do wolności", X Festiwal NNW 2018[11]
- Nominacja do Orła w 2019 roku dla Bartosza Putkiewicza za najlepszy dźwięk[12]
- Nominacja dla reżysera do nagrody "Strażnik Pamięci" 2018, Tygodnik doRzeczy[13]
- Nagroda publiczności 2018, 30. Festiwal Filmu Polskiego w Ameryce, Chicago[14].
- Złoty Bilet - Gala 46. Forum Wokół Kina[15].
- Antynagroda "Węże" (polskie odpowiedniki amerykańskich Złotych Malin), w kategoriach: "żenujący film na ważny temat", "efekt specjalnej troski" (bieg do nieistniejącego samolotu), "najgorszy plakat" oraz "najgorszy teledysk" (Edyta Górniak — „Tylko Ty”), a także nominacja w kategorii "najgorsza reżyseria" (Denis Delić)[16][17].